# Distrito de Yavatmal
Yavatmal (en maratí; यवतमाळ जिल्हा ) es un distrito de India, parte de la división de Amravati en el estado de Maharastra . 
Comprende una superficie de 13584 km².
El centro administrativo es la ciudad de Yavatmal.

## Demografía
Según censo 2011 contaba con una población total de 2775457 habitantes.